# Pitza e datteri
Pitza e datteri è un film commedia del 2015 diretto da Fariborz Kamkari

## Trama
Il film è ambientato a Venezia, dove un gruppo eterogeneo e sgangherato di fedeli musulmani viene spossessato della loro moschea, che diventa il salone di una parrucchiera turca. Arriva un giovane imam afgano, cresciuto orfano nell'ospedale italiano di Kabul: cercando le risposte nel Corano, suggerisce ai propri seguaci i metodi più estremisti per cercare di riottenere a tutti i costi la moschea, ma senza alcun esito e anzi con risultati a dir poco tragicomici. Alla fine l'unica soluzione per avere un luogo di culto dove pregare è quello di affittare una sinagoga. Il comportamento dell'imam, a contatto con il nuovo mondo occidentale, cambia radicalmente e i fedeli diventano sempre più disorientati. Bepi, sentendosi tradito, decide di farsi esplodere nella ex-moschea/negozio di parrucchiera, ma anche questa volta fa cilecca e viene arrestato e condannato, non prima di essersi convertito ad un'altra religione.

## Critica
Nato, come i precedenti film di Fariborz Kamkari, da un soggetto che rievoca vicende personali, il film racconta una storia di integrazione con la comicità tipica dei film bollywoodiani e della commedia all'italiana, tradizione alla quale il regista è molto legato. Ambientato a Venezia, che l'originale tematica riattualizza, fra gli interpreti della sgangherata combriccola incontriamo Maud Buquet (la parrucchiera Zara), la bella e rivoluzionaria Esther Elisha, Giuseppe Battiston, il giovane iman Mehdi Meskar, il capo della comunità musulmana della città Hassani Shapi con la ribelle figlia Mina Glaucia Paola Virdone e il curdo Giovanni Martorana. Il film, che tratta anche in modo ironico temi delicati quali l'integrazione a fronte dei trascorsi degli ultimi anni del periodo, è uscito nelle sale italiane il 28 maggio 2015 e ha suscitato l'interesse di molti paesi.

## Riconoscimenti
Nastri d'argento 2015
- Miglior colonna sonora - nomination